# Clifford Geertz
Clifford James Geertz (San Francisco, 23 d'agost de 1926 - 30 d'octubre de 2006) va ser un antropòleg estatunidenc i professor de l'Institut d'Estudis Avançats de Princeton. És considerat un dels antropòlegs culturals contemporanis més prestigiosos de la història de la disciplina, degut no tan sols pels nombrosos, i de gran qualitat, escrits realitzats durant la seva vida, sinó també per l'impuls teòric que va donar als estudis socioculturals amb base etnogràfica, donant així una nova mirada a aquests treballs denominada Antropologia Simbòlica.

## Biografia
Va servir a la Marina dels Estats Units d'Amèrica durant la Segona Guerra Mundial. Després, Geertz va obtenir la seva llicenciatura en Filosofia a l'Antioch College el 1950. El 1952, va començar els seus estudis a l'Institut Tecnològic de Massachusetts. El 1956, va obtenir el doctorat en antropologia a la Universitat Harvard. El 1958, va ser becari al Centre per a l'estudi avançat en ciències del comportament de la Universitat Stanford. El 1960, va passar a ser professor associat a la Universitat de Chicago fins al 1970. Posteriorment, es va convertir en professor de ciències socials de l'Institut d'Estudis Avançats de Princeton des del 1970 al 2000, on també va ser nomenat professor emèrit. A més, Geertz també va ser membre de l'Acadèmia Americana de les Arts i les Ciències, de la Societat Filosòfica Americana i de l'Acadèmia Nacional de Ciències dels Estats Units, on va ser emèrit fins a la seva mort, el 30 d'octubre de 2006. Va ser envestit doctor honoris causa del Bates College el 1980.
El seu treball en Antropologia simbòlica el va elaborar en diferents indrets geogràfics com Bali, el Marroc, Sumatra, Java etc. Per l'abast de les seves obres i estudis, Clifford Geertz és considerat com un dels teòrics contemporanis més influents dels EUA.

## Pensament i obra
A la Universitat de Chicago, Geertz es va convertir en el «campió de la antropologia simbòlica», en posar especial atenció en el paper de l'imaginari col·lectiu (o «símbols») en la societat. Els símbols són el marc de l'actuació social. La cultura, segons la defineix Geertz en el seu reputat llibre La interpretació de les cultures (1973), és un «sistema de concepcions expressades en formes simbòliques per mitjà de les quals la gent es comunica, perpetua i desenvolupa el seu coneixement sobre les actituds cap a la vida». La funció de la cultura és dotar de sentit el món i fer-lo comprensible. El paper dels antropòlegs, per tant, és intentar (atès que la comprensió total dels fets socials no és possible) interpretar els símbols clau de cada cultura (l'anomenada «descripció densa»).
Geertz sostenia que per a estudiar la cultura des d'un punt de vista antropològic és impossible aplicar una llei o una teoria determinada. L'única manera d'estudiar les conductes humanes dins del context cultural al qual pertanyen és a través de l'experiència i de l'observació de l'investigador. D'aquesta manera, les manifestacions de cada cultura, segons Geertz, han de ser estudiades de la mateixa manera que l'arqueologia estudia el sòl, «capa per capa», des de la més externa, és a dir, des d'aquella on els símbols culturals es manifesten de manera més clara, fins a la capa més profunda, on es troba la matriu d'aquests símbols dels quals cal identificar-ne el significat, deixant-ne de banda els aspectes ontològics.
Geertz va conduir nombroses investigacions etnogràfiques a l'Àsia Sud-oriental i a l'Àfrica de Nord. A més, va realitzar importants aportacions a la teoria social i cultural, i fou una veu destacada en el gir copernicà de l'interès antropològic cap als marcs simbòlics en els quals els pobles viuen llurs vides. Va ocupar-se de qüestions com les religions, especialment sobre l'islam, els basars comercials tradicionals, va indagar en el desenvolupament econòmic i en l'estructura política, així com en la vida vilatana i familiar. Fins a la seva mort va estar treballant de manera general la qüestió de la diversitat ètnica i les seves implicacions en el món contemporani.
La comprensió de l'obra de Clifford Geertz és especialment rellevant ja que les seves teories al voltant dels símbols i la cultura han rebut una notable acollida en diversos camps dins de les ciències socials. En els seus llibres, sovint critica la manca d'atenció per part dels estudiosos de les ciències socials del paper dels símbols en una societat tan complexa, per la seva interconnectivitat, com l'actual.
Geertz és el creador del mètode etnogràfic, és a dir, de l'aproximació a l'estudi antropològic in situ, el qual té tres pilars fonamentals: observació en profunditat, registre i anàlisi. Es podria també separar el procés en: descripció densa i interpretació. Enfocant aquest mètode a petits grups d'individus en el seu propi entorn, es busca identificar les estructures simbòliques que donen significat als ritus, mites i conductes d'una cultura.
Aquest mètode difereix d'altres acostaments tradicionals al tema substituint l'aproximació distant i alienada de l'antropòleg per una experiència més directa, sensorial i humana, bo i participant de l'experiència conjunta amb el grup d'estudi. El mètode etnogràfic cerca que l'investigador «es posi en les sabates» del subjecte l'estudiat, que percebi la cultura tal com aquells qui la conformen i l'entengui «capa per capa». Aquesta perspectiva reformula radicalment el concepte establert del que és la cultura, i li atorga la mateixa funció de permetre a la gent comprendre i interpretar les seves vides.
La interpretació de les cultures va ser publicat originàriament en anglès a Nova York el 1973, i és una obra que compta amb la compilació de diversos assajos. En el llibre, Geertz afirma que el concepte de cultura que vol inculcar és un concepte semiòtic. Considera també que l'anàlisi de la cultura no és una ciència experimental a la recerca de lleis i trets repetitius, sinó que la cultura és una ciència interpretativa a la recerca de significats. Esmenta, també que, si es vol entendre una ciència, s'ha de posar especial atenció als que la practiquen, és a dir practicar l'etnografia. L'objectiu és fixar relacions, redactar i comprendre textos, reconèixer genealogies etc, per tal d'entendre millor una cultura o poble.

## Premis
Clifford Geertz va guanyar el Premi Nacional del Cercle de Crítics del Llibre amb Work and Lives: The Anthropologists as Autor (1989). L'obra examina quatre disciplines proposades per Bronisław Malinowski, Ruth Benedict, Claude Lévi-Strauss i Edward Evan Evans-Pritchard. Geertz defineix el seu pensament sobre els autors de l'antropologia de la següent manera: «Els antropòlegs es divideixen en els autors i els escriptors: mentre que els segons escriuen dins de les tradicions literàries, els primers les inventen».

## Investigació a Indonèsia i el Marroc

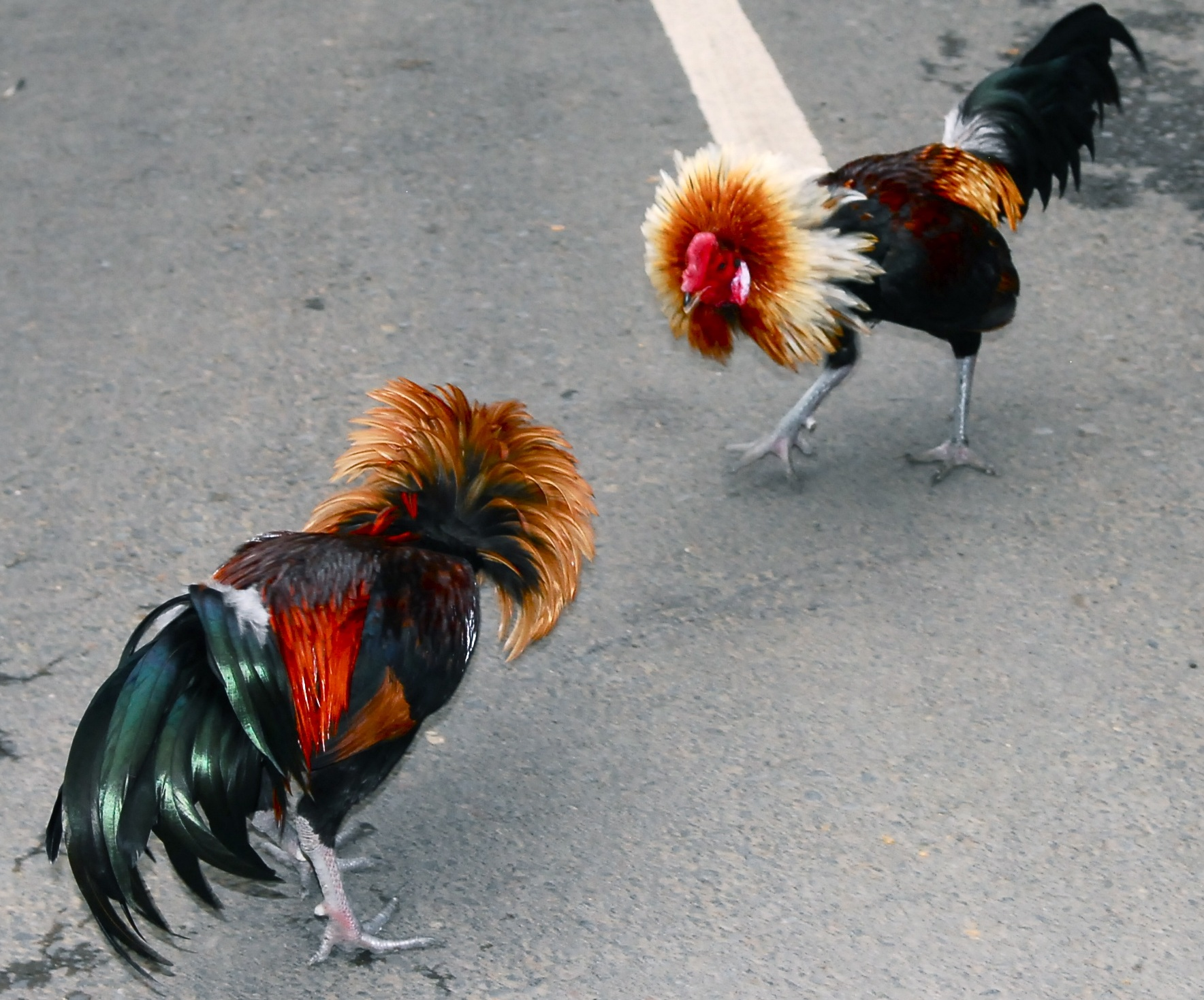
Batalla de galls a Ubud

L'esclat del conflicte entre Indonèsia i Malàisia va fer que l'autor donés lloc al seu estudi sobre les diferències religioses entre Indonèsia i Marroc. Ja que, aquest últim, tot i que era un territori autoritari es trobava lliure de combats bèl·lics i, per tant, l'antropòleg va trobar allà un lloc on refugiar-se sense deixar de banda l'estudi de la vida religiosa. D'aquesta manera, ens trobem amb un context històric complex, on l'imperialisme va regir la meitat de la vida de l'antropòleg i on l'altra meitat va estar dictada pel procés de reconstrucció i de consolidació d'un nou món fruit de les guerres i les crisis.
Entre els assajos escrits trobem exemples com «Deep Play: Notes on the Balinese Cockfight», que es pot trobar en el seu llibre The Interpretation of Cultures, on va analitzar les relacions i friccions entre classes socials que són construïdes, emfatitzades i mantingudes per la societat imposada. En aquest assaig, Geertz defineix un concepte del filòsof britànic Jeremy Bentham (1748-1832), de «joc profund», com un joc amb apostes tan altes que cap persona racional s'involucraria en ell. Les quantitats de diners i l'estat involucrats en les breus baralles de galls fan que les baralles de galls balinesos siguin un «joc profund». Geertz es proposa resoldre en l'assaig la qüestió de per què preval l'activitat.
Tot i ser identificat per molts com algú amb idees semblants a les de Lévi-Strauss, Geertz destacà per la distinció que fa diàfanament entre cultura i construcció social, distinció diferent a la considerada pels funcionalistes com Lévi-Strauss, que creia en rituals, institucions i altres aspectes de la cultura no relacionats amb l'estructura social. Geertz defensà la idea que un «sistema de significats» és compost de «símbols» que proveeixen persones amb la realitat per animar el seu comportament. Segons Geertz, aquesta idea omple l'espai entre el que coneixem ser normal biològicament i el que necessitem per funcionar en un món complex i interdependent.

## Obra publicada

### Obres principals
- 1960. The Religion of Java. Chicago: University Of Chicago Press, ISBN 9780226285108.
- 1963. Peddlers and Princes: Social Development and Economic Change in Two Indonesian Towns. Chicago: University Of Chicago Press. LCCN 63-18844.
- 1964. Agricultural Involution: the process of ecological change in Indonesia. Berkeley: University of California Press.
- 1966. "Religion as a Cultural System." Pp. 1–46 in Anthropological Approaches to the Study of Religion, edited by M. Banton. ASA Monographs 3. London: Tavistock Publications.
- 1968. Islam Observed, Religious Development in Morocco and Indonesia. Chicago: University Of Chicago Press (1971). ISBN 0-226-28511-1.
- 1973. The Interpretation of Cultures. New York: Basic Books (2000). ISBN 0-465-09719-7. En català: La interpretació de les cultures. València: Universitat de València, D.L. 2013. ISBN 978-84-370-8174-8.
- 1975. Kinship in Bali, coauthored by H. Geertz. Chicago: University Of Chicago Press (1978), ISBN 0-226-28516-2
- 1980. Negara: The Theatre State in Nineteenth Century Bali. Princeton, NJ: Princeton University Press. ISBN 9780691007786.
- 1983. Local Knowledge: Further Essays in Interpretive Anthropology. Basic Books (2008). ISBN 9780786723751.
- 1984. "Anti Anti-Relativism." American Anthropologist 86(2):263–78.
- 1988. Works and Lives: The Anthropologist As Author. Stanford: Stanford University Press (1990), ISBN 0-8047-1747-8.
- 1995. After the Fact: Two Countries, Four Decades, One Anthropologist. Boston: Harvard University Press, ISBN 9780674008724.
- 2000. Available Light: Anthropological Reflections on Philosophical Topics. Princeton, NJ: Princeton University Press. ISBN 9780691049748
- 2002. "An inconstant profession: The anthropological life in interesting times." Annual Review of Anthropology 31: 1–19.
- 2004. «Una professió inconstant: La vida antropològica en temps interessants Arxivat 2020-07-17 a Wayback Machine.», a El Contemporani. Arts, Història, Societat, 29